# Dobrivoj Rusov
Dobrivoj Rusov (Trnava, 13 gennaio 1993) è un calciatore slovacco, portiere dello Spartak Trnava.

## Palmarès

### Club

#### Competizioni nazionali
- Coppa di Slovacchia: 4

Spartak Trnava: 2018-2019, 2021-2022, 2022-2023, 2024-2025